# يوري فيغا
يوري فيغا (بالسلوفينية: Jurij Veha (Vehovec))‏ (و. 1754 – 1802 م) هو رياضياتي، وفيزيائي، وعالم فلك، وعالم أرصاد جوية، وضابط، ومساح من الإمبراطورية الرومانية المقدسة .
وكان عضواً في الأكاديمية البروسية للعلوم .
توفي في فيينا ، عن عمر يناهز 48 عاماً.